# Pieter Willem Botha
Pieter Willem Botha (afrikanska izgovorjava: [ˈpitəɹ ˈvələm ˈbʊə̯tɑ]), južnoafriški politik, * 12. januar 1916, Oranje-Freistaat, † 31. oktober 2006, Wilderness, Westkap, Južna Afrika.
Botha je bil v Južni Afriki poznan pod kratico »P. W.«, oziroma, s strani političnih nasprotnikov, kot »Die Groot Krokodil« (izgovorjava [di xrʊə̯t krokəˈdəɫ], 'veliki krokodil'). Med letoma 1978 in 1984 je bil ministrski predsednik Južnoafriške republike, med letoma 1984 in 1989 pa predsednik države. Botha je bil zagovornik apartheida, sistema rasnega razlikovanja.